# Lauren Conrad
Lauren Katherine Conrad (Laguna Beach, 1.º de fevereiro de 1986) é uma personalidade da televisão, modelista e autora norte-americana. Ganhou notoriedade ao ser selecionada, em setembro de 2004, para o elenco do reality show Laguna Beach: The Real Orange County, que documentava sua vida e a de seus amigos em sua cidade natal, Laguna Beach.
Posteriormente, mudou-se para Los Angeles para seguir uma carreira na indústria da moda. Conquistou sua própria série derivada, The Hills, estrelando cinco das seis temporadas de 2006 a 2009. Durante sua produção, ela também frequentou o Instituto de Moda, Design e Mercandising, estagiou na Teen Vogue e na empresa de relações públicas de Kelly Cutrone, a People's Revolution. Conrad mais tarde fundou as linhas de moda LC Lauren Conrad e Paper Crown, e co-fundou a loja online de comércio justo The Little Market. Ela também publicou nove livros, incluindo as trilogias L.A. Candy e The Fame Game.

## Vida e carreira

### Infância
Lauren Conrad nasceu em Laguna Beach, Califórnia, em 1.º de fevereiro de 1986, filha de Jim, um arquiteto, e Kathy. Ela tem dois irmãos mais novos, uma irmã chamada Breanna, que também é personalidade da televisão, e um irmão, Brandon. A inclinação de Conrad para uma carreira na indústria da moda manifestou-se pela primeira vez quando estava na sexta série. Seu pai acrescentou que ela "não se destacava como estudante [e] não demonstrava muito interesse" durante a infância, embora tenha observado que "ao longo do tempo, percebemos que era uma artista e que sua verdadeira paixão era a moda".

## Imagem pública
O programa de televisão não contribuiu significativamente para minha reputação. Foi desafiador ser levada a sério, mas considero que minha formação acadêmica em moda, aliada à minha experiência na indústria, tenha sido benéfica. Entendo como positivo o sentimento de ter que comprovar algo, pois isso implica sempre em dedicar um esforço adicional.

Conrad discutindo seus esforços para conquistar credibilidade dentro da indústria da moda.
Desde sua participação em Laguna Beach: The Real Orange County, Conrad foi reconhecida como uma das primeiras pessoas a se beneficiar da crescente popularidade de reality show do início da década de 2000. Em 2009, Thomas Rogers, do Salon, a descreveu como "uma das personagens principais mais monótonas de reality show", mas opinou que sua normalidade em comparação com seus colegas de The Hills a tornava "vagamente simpática". Um contribuinte da People afirmou que Conrad "se tornou um fenômeno completo da TV" durante a terceira temporada, notável por introduzir conflitos com Montag e Pratt, além de controvérsias relacionadas a alegações de roteirização.

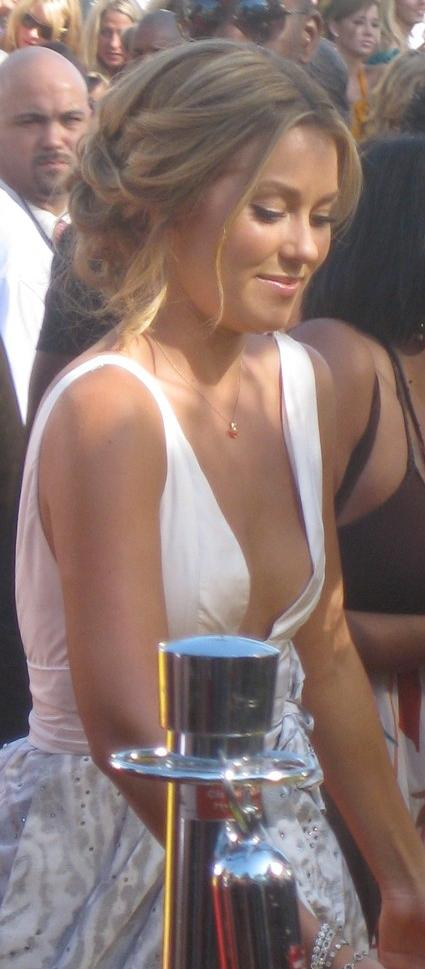
Conrad no MTV Video Music Awards de 2008.

Em 2013, Misty White Sidell, do The Daily Beast, observou que Conrad estabeleceu seguidores baseado em sua respeitabilidade, em detrimento de "agressões verbais e escapadas sexuais embriagadas", comentando adicionalmente que sua imagem mais acessível a tornava uma "anomalia" entre as personalidades de reality show. Ela, por sua vez, comentou que a intenção de The Hills era ser um programa "aspiracional", mesmo que estivesse "tingido com escândalos e brigas", afirmou que a trama diferia do "valor de choque" enfatizado na programação recente. Conrad também foi reconhecida por originar diversas citações agora célebres em The Hills, incluindo "Ele é uma pessoa lamentável!" ao criticar Spencer Pratt durante a segunda temporada, e "Você sabe o que fez!" ao discutir com Heidi Montag sobre sua suposta participação em rumores de fitas de sexo na terceira temporada.
Conrad foi destacada nas capas de várias edições mais vendidas de revistas, incluindo People StyleWatch e Cosmopolitan. Figurou na edição de maio de 2012 da Glamour, que vendeu aproximadamente 500 mil cópias e se tornou a edição de maior venda da revista naquele ano. Além disso, foi apresentada nas capas das segundas edições mais vendidas da Lucky e da Marie Claire em 2013. Lauren Sherman, da Fashionista, atribuiu o sucesso de Conrad à "sua habilidade para o empreendedorismo, seu estilo descomplicado e sua afabilidade". Jim Higgins, do Milwaukee Journal Sentinel, elogiou sua busca por diversas empreitadas profissionais e a comparou a uma "jovem Martha Stewart". No entanto, em agosto de 2012, foi criticada por destruir uma coleção de livros de A Series of Unfortunate Events para um tutorial de artesanato postado no YouTube.
Durante sua produção, Conrad foi a integrante do elenco mais bem remunerada em The Hills, recebendo um salário anual de 2,5 milhões de dólares. Em 2008, suas iniciativas lhe renderam um montante adicional de 1,5 milhão de dólares. Em 2010, foi nomeada a segunda personalidade de televisão de realidade mais bem paga, ficando atrás de Kim Kardashian. Após a imprensa relatar a filiação de Conrad ao Partido Republicano, ela afirmou que já realizou "várias ações para incentivar as pessoas a votar", respeita o voto privado e "[não] deseja influenciar o voto de alguém ou fazer com que seu voto mude a opinião de alguém sobre [ela]". Colaborou com a revista Seventeen para produzir um anúncio de serviço público para a Declare Yourself, uma campanha que incentivava jovens adultos a se registrar para votar durante as eleições presidenciais de 2008. Além disso, expressou seu apoio ao casamento entre pessoas do mesmo sexo e, em uma ocasião, deixou um restaurante mexicano ao saber da desaprovação do estabelecimento em relação à pauta.
Em 2019, a MTV apresentou uma retomada de The Hills, intitulada New Beginnings, contando com a participação dos ex-colegas de Conrad, como Heidi Montag, Spencer Pratt, Stephanie Pratt, Audrina Patridge, Justin Bobby Brescia, Brody Jenner, Jason Wahler e Whitney Port. Uma fonte informou que Conrad recusou a oferta, justificando que se encontrava em uma fase diferente da vida, dedicando-se à criação de seu filho, Liam, e ao trabalho em sua linha para a Kohl's.

## Vida pessoal
Em 2008, Conrad iniciou um relacionamento com o ator Kyle Howard. Howard expressou preocupações de que sua participação em programas de televisão de realidade poderia impactar negativamente em sua carreira. Como resultado, o relacionamento dos dois não foi documentado em The Hills. Após três anos juntos, Conrad e Howard encerraram sua relação em 2011.
Após iniciar um namoro em fevereiro de 2012, Conrad e William Tell, ex-guitarrista da banda Something Corporate, estabeleceram residência conjunta em Westwood, Los Angeles, em setembro de 2013, anunciando o noivado no mês seguinte. Conrad e Tell celebraram a união em 13 de setembro de 2014, na Califórnia. O casal tem dois filhos: William "Liam" James (nascido em 5 de julho de 2017) e Charles "Charlie" Wolf (nascido em 8 de outubro de 2019).

## Prêmios e indicações
No período compreendido entre 2006 e 2010, Conrad foi nomeada para os Prêmios Teen Choice na categoria de Personalidade Feminina de Reality Show, em virtude de sua participação em The Hills, obtendo a distinção em quatro ocasiões, sendo apenas superada em 2010. Adicionalmente, em 2013, recebeu o Prêmio Young Hollywood.